# Svend Pedersen
Svend Ove Pedersen (ur. 31 października 1920 we Frederiksværk, zm. 3 sierpnia 2009) – duński wioślarz, brązowy medalista olimpijski.
Wystąpił na igrzyskach olimpijskich w Helsinkach w 1952 roku, gdzie Duńczycy w składzie: Svend Pedersen, Poul Svendsen i Jørgen Frantzen (sternik) zdobyli brązowy medal w dwójkach ze sternikiem. W finale o 6,3 sekundy przegrali z Francuzami, a o 2,8 sekundy wyprzedziła ich osada Wspólnej Reprezentacji Niemiec. Był to jego jedyny start olimpijski.
Jego syn, Egon, również był wioślarzem.